# Xerochrysum subundulatum
Xerochrysum subundulatum là một loài thực vật có hoa trong họ Cúc. Loài này được (Sch.Bip.) R.J.Bayer mô tả khoa học đầu tiên năm 2001.